# Elisabeth Willibald
Elisabeth Willibald (12 marzo 1996) è un'ex sciatrice alpina tedesca.

## Biografia
Slalomista pura attiva in gare FIS dal novembre del 2011, la Willibald ha esordito in Coppa Europa il 7 marzo 2013 a Lenggries, classificandosi 46ª, e in Coppa del Mondo il 13 gennaio 2015 a Flachau, senza qualificarsi per la seconda manche. Un anno dopo, il 15 gennaio 2016, nella stessa località ha conquistato i suoi primi punti in Coppa del Mondo ottenendo il 15º posto; tale risultato sarebbe rimasto il suo miglior piazzamento nel massimo circuito internazionale.
È salita per la prima volta sul podio in Coppa Europa il 19 gennaio 2016, vincendo lo slalom speciale di Göstling an der Ybbs/Hochkar; nei giorni seguenti ha conquistato anche gli altri suoi due podi nel circuito, il 3º posto di Oberjoch del 21 gennaio e la vittoria di Sestriere del 29 gennaio, e ai successivi Mondiali juniores di Soči/Roza Chutor ha vinto la medaglia d'oro.
Si è ritirata al termine della stagione 2016-2017; ha disputato la sua ultima gara in Coppa del Mondo il 10 gennaio a Flachau, senza completarla, e la sua ultima gara in carriera ai Campionati tedeschi 2017, l'8 aprile a Pass Thurn, chiusa dalla Willibald all'11º posto. Non ha preso parte a rassegne olimpiche né iridate.

## Palmarè s

### Mondiali juniores
- 1 medaglia:
  - 1 oro (slalom speciale a Soči/Roza Chutor 2016)

### Coppa del Mondo
- Miglior piazzamento in classifica generale: 97ª nel 2016

### Coppa Europa
- Miglior piazzamento in classifica generale: 9ª nel 2016
- 3 podi:
  - 2 vittorie
  - 1 terzo posto

#### Coppa Europa - vittorie
| Data            | Località                     | Paese   | Specialità |
| --------------- | ---------------------------- | ------- | ---------- |
| 19 gennaio 2016 | Göstling an der Ybbs/Hochkar | Austria | SL         |
| 29 gennaio 2016 | Sestriere                    | Italia  | SL         |

Legenda:

SL = slalom speciale

### Campionati tedeschi
- 1 medaglia:
  - 1 bronzo (slalom speciale nel 2014)

### Campionati tedeschi juniores
- 1 medaglia:
  -  1 oro (slalom speciale nel 2015)[senza fonte]